# Katrina & the Waves
Katrina & the Waves was een Brits-Amerikaanse poprockband die actief was tussen 1981 en 1999. Hun grootste hits zijn Walking on sunshine (1985) en Love shine a light (1997).

## Biografie
De groep werd in 1981 opgericht in Cambridge door de Amerikaanse zangeres Katrina Leskanich, die toen al enkele jaren in het Verenigd Koninkrijk woonde. Gitarist werd Kimberley Rew, die eerder bij de Soft Boys speelde.
In 1985 kregen ze de Grammy Award voor Beste nieuwe artiest nadat ze met Walking on sunshine een wereldhit hadden. De groep kon het succes echter niet vasthouden en verdween in de vergetelheid. In 1997 lieten ze weer van zich horen toen ze met het nummer Love shine a light deelnamen aan de Britse voorronde voor het Eurovisiesongfestival. De groep won en mocht het Verenigd Koninkrijk gaan vertegenwoordigen op het songfestival van 1997 in Dublin. Daar kregen ze van tien landen het maximum van 12 punten en eindigden ze uiteindelijk met 227 punten op de eerste plaats, destijds de hoogste score ooit. Love shine a light groeide aansluitend uit tot een grote hit in diverse Europese landen.
Na onenigheden tussen de bandleden verliet Katrina de groep in 1998. Pogingen van de Waves om met een andere zangeres een eventuele doorstart te maken hadden geen succes en de band hield er in 1999 definitief mee op.
Zes jaar na de split van de groep probeerde Katrina haar Eurovisiesucces te herhalen, toen ze zich inschreef voor Melodifestivalen, de Zweedse voorronde voor het Eurovisiesongfestival. Ze wilde aanvankelijk meedoen onder de naam Katrina and the New Wave, maar dit stuitte op protesten van haar voormalige bandleden. Ze paste de naam uiteindelijk subtiel aan naar Katrina and the Nameless. Ondanks de publiciteit kwalificeerde ze zich niet voor de finale en werd in een tweedekansronde uitgeschakeld.

## Discografie

### Albums
| Album met eventuele hitnotering(en) in de Nederlandse Album Top 100 | Datum van verschijnen | Datum van binnenkomst | Hoogste positie | Aantal weken | Opmerkingen |
| ------------------------------------------------------------------- | --------------------- | --------------------- | --------------- | ------------ | ----------- |
| Walk on water                                                       | 1997                  | 26-07-1997            | 38              | 6            |             |

### Singles
| Single met eventuele hitnotering(en) in de Nederlandse Top 40 | Datum van verschijnen | Datum van binnenkomst | Hoogste positie | Aantal weken | Opmerkingen                                                                        |
| ------------------------------------------------------------- | --------------------- | --------------------- | --------------- | ------------ | ---------------------------------------------------------------------------------- |
| Walking on sunshine                                           | 1985                  | 13-04-1985            | tip14           | -            |                                                                                    |
| Sun Street                                                    | 1986                  | 09-08-1986            | tip14           | -            | Nr. 46 in de Single Top 100                                                        |
| Love shine a light                                            | 1997                  | 24-05-1997            | 4               | 10           | Alarmschijf / Nr. 6 in de Single Top 100 / Winnend lied Eurovisiesongfestival 1997 |
| Walk on water                                                 | 1997                  | -                     |                 |              | Nr. 94 in de Single Top 100                                                        |

| Single met hitnotering(en) in de Vlaamse Ultratop 50 | Datum van verschijnen | Datum van binnenkomst | Hoogste positie | Aantal weken | Opmerkingen                             |
| ---------------------------------------------------- | --------------------- | --------------------- | --------------- | ------------ | --------------------------------------- |
| Love shine a light                                   | 1997                  | 24-05-1997            | 6               | 14           | Winnend lied Eurovisiesongfestival 1997 |
| Walking on sunshine                                  | 2016                  | 20-08-2016            | tip             | -            | met Take Me To Rio Collective           |

### NPO Radio 2 Top 2000
| Nummers met noteringen in de NPO Radio 2 Top 2000 | '99  | '00  | '01  | '02  | '03  | '04  | '05  | '06  | '07  | '08  | '09  | '10  | '11-'12 | '13  | '14  | '15  |
| ------------------------------------------------- | ---- | ---- | ---- | ---- | ---- | ---- | ---- | ---- | ---- | ---- | ---- | ---- | ------- | ---- | ---- | ---- |
| Love Shine a Light                                | 1167 | -    | 1700 | 1920 | 1662 | 1971 | -    | 1959 | -    | -    | -    | -    | -       | -    | -    | -    |
| Walking on Sunshine                               | 1318 | 1300 | 1689 | 1326 | 1562 | 1205 | 1314 | 1301 | 1901 | 1440 | 1837 | 1776 | -       | 1913 | 1767 | 1831 |

1. ↑  Een '-' betekent dat het nummer niet was genoteerd en een vetgedrukt getal geeft de hoogste notering van een nummer aan.
2. ↑  Deze tabel is bijgewerkt tot en met de laatste editie (2024).